# Christian Lölkes
Christian Frédérik Lölkes (* 7. Januar 1990 in White Plains, New York, Vereinigte Staaten) auch bekannt als Obelix, ist ein deutsch-US-amerikanischer Künstler, Ausstellungsmacher und Hacker.

## Leben
Christian Lölkes, geboren in den USA, erwarb seine Hochschulreife 2008 als AbiBac am französischen Lycée Georges Duby. 2010 begann er sein Studium der Elektrotechnik am Karlsruher Institut für Technologie. Seinen Bachelor schloss er 2016 ab.
Christian Lölkes leitete das Rapid Prototyping Lab des Zentrum für Kunst und Medien (ZKM) in Karlsruhe und forschte im Rahmen dessen zu 3D-Druck in der Kunst. Er ist Mitorganisator der Gulaschprogrammiernacht. Außerdem gründete er die Firma 3DProto.

## Projekte und Ausstellungen

### Als Kurator
- 2018: Open Codes. Digital Culture Techniques, Goethe-Institut / Max Mueller Bhavan Mumbai[5]
- 2019: Open Codes. The Art of Coding, Goethe-Institut / Max Mueller Bhavan Mumbai[6]
- 2019: Open Codes. Connected Bots, Chronus Art Center, Shanghai[7]

### Als Künstler
- 2015: Scanned World, Galerie Artelier Contemporary, Graz[8]
- 2015: Exo Evolution, ZKM, Karlsruhe[9]
- 2017: Art and Science, Delivering Change Forum, Nehru Center Mumbai[10]
- 2017: Open Codes. Leben in Digitalen Welten, ZKM, Karlsruhe[11]
- 2017: Die Ästhetik der Veränderung, Universität für angewandte Kunst Wien[12]
- 2018: Open Codes. Die Welt als Datenfeld, ZKM, Karlsruhe[13]
- 2018: Thinking Machines. Ramon Llull and the ars combinatoria, EPFL Lausanne[14]
- 2018: THE ARTS+, Buchmesse Frankfurt[15]
- 2019: Open Codes. The Art of Coding, Goethe-Institut / Max Mueller Bhavan Mumbai[6]
- 2019: Open Codes. Leben in Digitalen Welten, Bundesministerium der Justiz und für Verbraucherschutz, Berlin[16]
- 2019: Open Codes. Connected Bots, Chronus Art Center, Shanghai[7]
- 2019: Open Codes. Leben in Digitalen Welten, Vertretung des Landes Baden-Württemberg beim Bund, Berlin[17]
- 2019: respektive Peter Weibel, ZKM, Karlsruhe[18]
- 2019: Open Codes. We are Data, Azkuna Zentroa – Alhóndiga Bilbao[19]

## Schriften
- Eine kleine Ästhetik der Schichtung und Störung, Christian Lölkes, Anett Holzheid[1]
- Farb-Materialität – 3D-Druck: Werkzeug und künstlerisches Medium, Christian Lölkes, in GesprächsStoff Farbe, André Karliczek (Hg.), Konrad Scheurmann (Hg.), ISBN 978-3-412-50939-2.[2]